# Cymolutes
Cymolutes là một chi cá biển thuộc họ Cá bàng chài. Các loài trong chi này có phạm vi phân bố tập trung ở khu vực Ấn Độ Dương - Thái Bình Dương.

## Từ nguyên
Từ định danh của chi được ghép bởi 2 từ trong tiếng Latinh: cymo ("thuộc về sóng biển") và lutes ("người tắm"), hàm ý có lẽ đề cập đến môi trường sống của C. praetextatus, loài điển hình của chi, được cho là sống ở khu vực có nhiều sóng.

## Các loài
Có 3 loài được công nhận là hợp lệ trong chi này, bao gồm:
- Cymolutes lecluse (Quoy & Gaimard, 1824)
- Cymolutes praetextatus (Quoy & Gaimard, 1834)
- Cymolutes torquatus (Valenciennes, 1840)

## Sinh thái học
Như Xyrichtys, phần trán dốc giúp Cymolutes có thể nhanh chóng đào hang dưới nền cát để trốn tránh những kẻ săn mồi.